# Agostino Nizzola
Agostino Nizzola (* 18. Februar 1869 in Lugano; † 19. Juni 1961 ebenda) war ein Schweizer Maschinenbauingenieur.

## Biographie
Nach dem Studium an der ETH Zürich trat Agostino Nizzola 1891 in den Dienst der neu gegründeten Brown, Boveri & Cie. BBC in Baden ein. Er wirkte bei der Einrichtung verschiedener Wasserkraftwerke mit.
Von 1896 bis 1913 war er Direktor der Motor AG für angewandte Elektrizität, der späteren Motor-Columbus. Dieses Unternehmen führte er 1913 bis 1923 als Mitglied des Verwaltungsrats und 1924 bis 1942 als dessen Präsident. Von 1936 an war Nizzola zudem Präsident der Aare-Tessin AG für Elektrizität Atel, der späteren Atel Holding.
Agostino Nizzola war an der Gründung der Metallfirma Officine del Gottardo in Bodio (1908) und mehrerer Wasserkraftwerke im Tessin beteiligt.
Mit der Motor AG errichtete Nizzola frühe Verbundsysteme zwischen einzelnen Wasserkraftwerken. 1903 realisierte er erstmals den Stromverbund eines Hochdruckkraftwerks mit einem Niederdruck-Laufkraftwerk, dem 1897 errichteten Kraftwerk Spiez und dem neuen Wasserkraftwerk Hagneck, mittels einer 16-kV-Hochspannungsleitung. 1904 folgte die Verbindung zwischen dem Wasserkraftwerk Beznau und dem Kraftwerk Rheinfelden, 1908 zudem der Verbund zwischen Beznau und dem von Motor gebauten Hochdruckkraftwerk Löntsch mit dem Klöntalersee im Kanton Glarus. Löntsch und Beznau waren durch eine 85 km lange Hochspannungsleitung verbunden. Das Netz der Werke Beznau und Löntsch verkaufte Motor 1914 an die nordostschweizerischen Kantone, die damit die Elektrizitätsgesellschaft Nordostschweizerische Kraftwerke NOK bildeten.
1925 verlieh die ETH Zürich an Agostino Nizzola die Ehrendoktorwürde.